# Villeromain
Villeromain ist eine französische Gemeinde mit 222 Einwohnern (Stand: 1. Januar 2022) im Département Loir-et-Cher in der Region Centre-Val de Loire. Sie gehört zum Arrondissement Vendôme und ist Teil des Kantons Montoire-sur-le-Loir. 

## Geografie
Villeromain liegt etwa 25 Kilometer nordwestlich von Blois. Umgeben wird Villeromain von den Nachbargemeinden Périgny im Norden, Villemardy im Osten, Tourailles im Süden, Pray im Südwesten sowie Crucheray im Westen.

## Einwohnerentwicklung
| 1962                       | 1968 | 1975 | 1982 | 1990 | 1999 | 2006 | 2017 |
| 263                        | 238  | 206  | 210  | 211  | 198  | 205  | 240  |
| Quellen: Cassini und INSEE |      |      |      |      |      |      |      |

## Sehenswürdigkeiten
- Kirche Saint-Étienne